# 奥林匹克主义

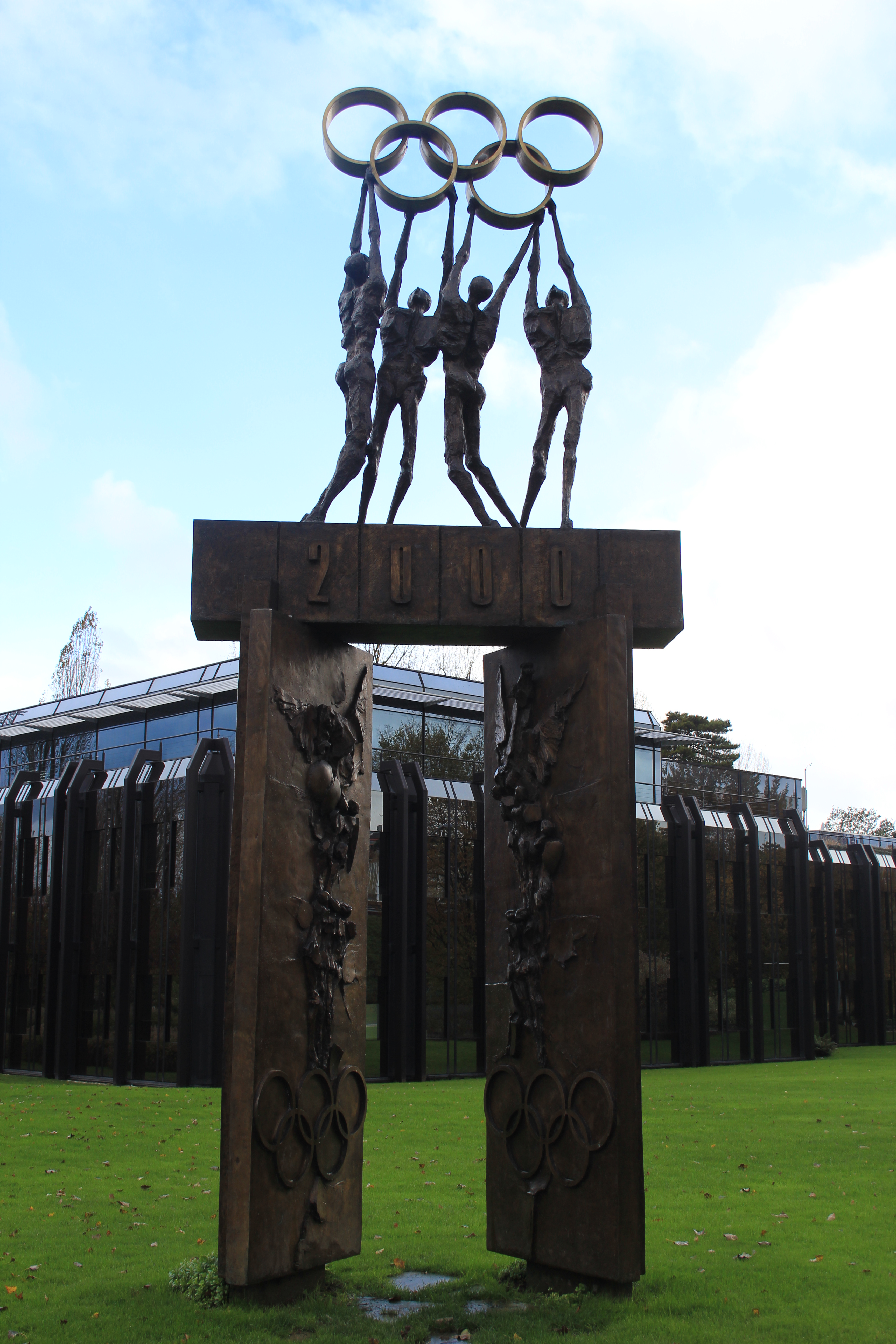
位於瑞士洛桑國際奧林匹克委員會總部的紀念碑與奧林匹克五環。

奥林匹克主义，指奥林匹克运动会所遵循的哲学。奥林匹克主义之要素概述，被载入1991年6月16日生效的《奥林匹克宪章》中。

## 提出
奥林匹克主义一词首先被顾拜旦使用，但他自己没有为这个词下定义。顾拜旦以“维护世界和平的强有力的因素”（1896年）、“强壮的身体文化”（1908年）、“建立在某种哲学和宗教理论上的学说”（1929年）、“一种高尚纯洁、耐力和体力的学派”（1931年）等语句来描述奥林匹克主义。1974年，国际奥委会的罗马尼亚委员西波科等人提议，给这个词下明确定义，并将之纳入《奥林匹克宪章》。

## 内涵
奥林匹克主义在《奥林匹克宪章》中被阐释为：相互理解、友谊长久、团结一致和公平竞争。
奥林匹克主义旨在寻求一种将文化、教育和国际合作均衡结合的生活方式，其基于努力的喜悦、良好榜样的教育价值、社会责任和对普遍基本道德原则的尊重。奥林匹克主义的主要目标是让体育运动为人类的和谐发展服务，以促成维护人类尊严的和平社会。据奥林匹克主义的原则，运动活动是一项人权，每个人都应该有从事体育运动的权利，不应受任何形式的歧视，并遵循奥林匹克主义。
非歧视原则是奥林匹克主义的核心。奥林匹克主义宣称，人們享有从事体育运动的的权利与自由不应受到任何形式的歧视，这包括了基于种族、肤色、性别、性取向、语言、宗教、政治或政见、国籍或社会出身、财产、血统或其他社会地位等要素的歧视。
国际奥委会认为，奥林匹克运动的目标是通过不涉及任何形式的歧視及能體現奧林匹克精神，即要求在著重友誼、團結和公平競爭的精神下達致相互理解的前提下進行體育運動，藉此來教育青年，以促成建设一个和平、臻善的世界。。

## 与奥林匹克精神的区别
中国奥委会指出，奥林匹克主义常常被与语义相似但内涵有所差异的词语如「奥林匹克理想」、「奥林匹克精神」等混淆，但該說法並未有釐清三者的實際差異。奥林匹克主义由国际奥委会定义；奥林匹克精神等词雖然没有明确定义，不過，国际奥委会指奧林匹克精神「要求在着重友誼、團結和公平競爭的精神下達致相互理解」。與奧林匹克主義的定義相近。一些媒体将奧林匹克精神与皮埃尔·德·顾拜旦的言论“重要的不是取胜，而是参与其中”相等同，并观察那些尽力而为但最后达成了「奥林匹克精神」的运动员。因此，法新社写道：“真正的奥林匹克精神，在比赛最后一名的身上被找到了。”